# هينريش كوياتكوسكي
هينريش كوياتكوسكي (مواليد 16 يوليو 1926) هو لاعب كرة قدم. يلعب مع منتخب ألمانيا الغربية لكرة القدم. سبق له أن لعب في كأس العالم لكرة القدم مع منتخب بلاده.

## مسيرته الكروية
لعب هينريش كوياتكوسكي خلال مسيرته الاحترافية مع 3 أندية في ثمانية عشر موسمًا ولم يسجل خلالها أي هدف ضمن 412 مباراة. حيث فاز في موسم واحد بالكأس وفي ثلاثة مواسم بالدوري.
خاض هينريش كوياتكوسكي مسيرته مع نادي شالكه 04 في موسم 1947–48 واستمر معه طيلة ثلاثة مواسم، مشاركًا في 74 مباراة ولم يسجل أي هدف. ثم انتقل إلى نادي روت فايس إيسن في موسم 1950–51 ولمدة موسمين، حيث شارك في 38 مباراة ولم يسجل أي هدف أيضًا. لينتقل بعدها إلى نادي بوروسيا دورتموند للفورميلا في موسم 1952–53 ليلعب معه ثلاثة عشر موسمًا، مشاركًا في 300 مباراة ولم يسجل أي هدف أيضًا.

## روابط خارجية
- هينريش كوياتكوسكي على موقع الاتحاد الدولي (مؤرشف)  (الإنجليزية)
- هينريش كوياتكوسكي على موقع قاعدة بيانات كرة القدم.إي يو (الإنجليزية)
- هينريش كوياتكوسكي على موقع بيانات كرة القدم. دي إي (الألمانية)
- هينريش كوياتكوسكي على موقع ناشيونال فوتبول تيمز (الإنجليزية)
- هينريش كوياتكوسكي على موقع عالم كرة القدم.نت (الإنجليزية)